# Ентони Гил
Ентони Ремерал Гил (рођен 17. октобра 1992.) је амерички кошаркаш за Вашингтон визардсе из Националне кошаркашке асоцијације (НБА). Гил је играо колеџ кошарку за Јужне Каролине гемкоксе и Вирџинија кавалирсе.

## Биографија

### Професионална каријера

#### КК Јешилгиресун (2016–2017)
Након што је остао без драфта на НБА драфту 2016, Гил је потписао за МХП Ризен Лудвигзбург у Немачкој. Међутим, напустио је тим пре почетка сезоне након што је пао на лекарском прегледу 23. августа 2016. године. Гил је потом потписао са Јешилгиресун из турске лиге.

#### Химки (2017–2020)
Дана 24. јуна 2017. Гил је потписао уговор да игра за Шарлот хорнетсе током НБА Летње лиге 2017. године. Касније је потписао са Химкијем из ВТБ лиге. Дана 3. августа 2020. Гил се разишао са тимом.

#### Вашингтон визардси (2020 – данас)
Првог децембра 2020. Гил је потписао двогодишњи уговор са Вашингтон визардсима. Две године касније, 1. јула 2022. Гил је потписао још један двогодишњи уговор са Визардсима.

### Лични живот
Гил је рођен 17. октобра 1992. у породици Сандија Самерса и Ентонија Гила. Има брата по имену Дактон и две сестре по имену Никол и Кејтлин. Гил је рођен са оштећењем нерва, што је резултирало привременом парализом десне стране његовог лица. Ван терена, Гил има репутацију шаљивџије. Често измишља приче током интервјуа, као што је да поседује двоглаву сијамску мачку и да је мађионичар у слободно време. Ентони се оженио својом средњошколском љубави, Џеном Џамил, 8. априла 2016. Саиграчи Малколм Брогдон, Девон Хол, Лондон Перантес и Даријус Томпсон били су кумови. Гил је дипломирао антропологију.

## Статистика

### НБА

#### Регуларна сезона
| Сезона   | Екипа              | ОУ | СУ | МПУ  | ПШ%  | 3П%  | СБ%  | СПУ | АПУ | УПУ | БПУ | ППУ |
| -------- | ------------------ | -- | -- | ---- | ---- | ---- | ---- | --- | --- | --- | --- | --- |
| 2020–21  | Вашингтон визардси | 26 | 4  | 8.4  | .500 | .292 | .813 | 2.0 | .4  | .4  | .2  | 3.1 |
| 2021–22  | Вашингтон визардси | 44 | 0  | 10.5 | .569 | .538 | .808 | 1.9 | .6  | .1  | .3  | 4.1 |
| Каријера | Каријера           | 70 | 4  | 9.7  | .544 | .420 | .809 | 1.9 | .5  | .2  | .2  | 3.7 |

#### Плеј-оф
| Сезона   | Екипа              | ОУ | СУ | МПУ | ПШ%  | 3П%  | СБ% | СПУ | АПУ | УПУ | БПУ | ППУ |
| -------- | ------------------ | -- | -- | --- | ---- | ---- | --- | --- | --- | --- | --- | --- |
| 2021     | Вашингтон визардси | 4  | 0  | 8.3 | .000 | .000 | –   | 1.0 | .0  | .0  | .0  | .0  |
| Каријера | Каријера           | 4  | 0  | 8.3 | .000 | .000 | –   | 1.0 | .0  | .0  | .0  | .0  |